# 黄岩城墙

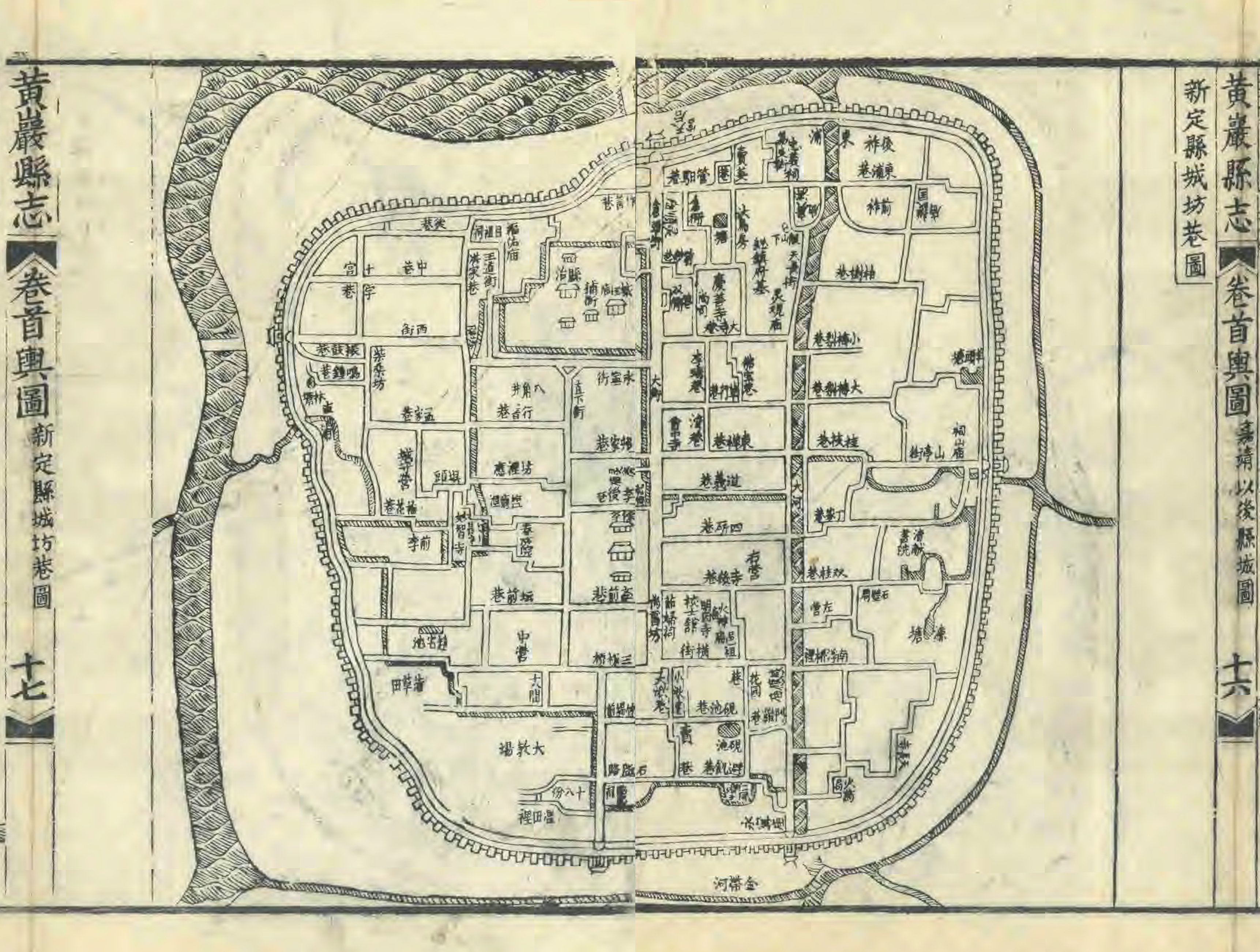
清光绪三年（1877）《黄岩县志》新定县城坊巷图。

黄岩城墙为旧黄岩县城城墙，位于今中国浙江省台州市黄岩区，已不存。
黄岩为唐高宗上元二年（675）置县，名永宁，属台州，武后天授元年（690）以黄岩山为名改为黄岩，沿用至今。黄岩城墙始筑于唐上元年间，后废，至宋元时均无城池。元顺帝至正二十七年（明吳元年，1367）永嘉侯朱亮祖重筑城墙，周三里，至明洪武三十年（1397）城石又被拆除以筑海门卫城，居民立栅为藩（俗称木城）。嘉靖三十一年（1552）因倭寇入侵再度筑城，次年竣工，清顺治、雍正、乾隆、咸丰、光绪时重修。城墙北临永宁江（又名澄江），西临西江，东、南分别临东官河和南官河，周长七里（约3360米），原高二丈（约6.4米），清顺治十五年（1568）又增高四尺（至此高约7.68米），厚三丈（约9.6米），设陆门五座，水门四座，五座陆门分别为东门镇海门、西门液金门、南门迎薰门、北门拱辰门和东南门应秀门，四座水门分别为东水门东陡门（后名登瀛门）、西水门车浦陡门、东南水门南陡门和东北水门东浦陡门。护城河为清顺治十五年（1658）所凿，后多次疏浚。民国二十八年（1939）为便于战时居民疏散而拆除。
原城内主要建筑有县署（已不存，其址今仍为黄岩区政府）、学宫（黄岩县学文庙，今学前巷2号，浙江省文物保护单位）、城隍庙（已不存）和庆善寺（现存庆善寺塔，今尚司路2号黄岩区总工会院内，台州市文物保护单位）（图）等。